# Cabassous unicinctus
Cabassous unicinctus är en däggdjursart som först beskrevs av Carl von Linné 1758.  Cabassous unicinctus ingår i släktet nakensvansade bältor och familjen Dasypodidae. IUCN kategoriserar arten globalt som livskraftig.
Arten når en kroppslängd (huvud och bål) av 30 till 71 cm och en svanslängd av 10 till 18 cm. Den väger 2,2 till 4,8 kg. Pansaret har en mörkbrun till svart färg och vid stjärten förekommer några gula fläckar. Färgen på undersidan är gulgrå.
Denna bälta förekommer i centrala och norra Sydamerika. Utbredningsområdet sträcker sig från centrala Brasilien västerut till östra Peru och östra Ecuador samt norrut till Venezuela. Habitatet utgörs av tropiska skogar i låglandet eller i låga bergstrakter.
Djuret är aktiv på natten och äter främst termiter och myror.

## Underarter
Arten delas in i följande underarter:
- C. u. squamicaudis
- C. u. unicinctus